# Andrew Cyrille
Andrew Cyrille (Brooklyn, 1939. november 10. –) amerikai avantgárd dzsesszdobos. Pályafutása során zenekarvezetőként és zenekari tagként is szerepelt Walt Dickerson és Cecil Taylor együtteseiben (többek között).

## Pályafutása
Andrew Cyrille egy Haitiből származó családban született az Amerikai Egyesült Államokban. Természettudományt kezdett tanulni a St. John's University-n, ahol esténként dzsesszt játszott, aztán átment a Juilliard Schoolra. Első dobtanárai a brooklyni dobos, Willie Jones és Lenny McBrowne voltak; rajtuk keresztül találkozott Max Roach-al is, de  Philly Joe Jones tanítványa lett. Első professzionális kapcsolataként Nellie Lutcher énekesnő mellett dobolt.
Egy korai felvételén Coleman Hawkins-szal játszott.
Cyrille-t tizennyolcéves éves korában Ted Curson trombitás bemutatta Cecil Taylor zongoristának. 1965-ben csatlakozott a Cecil Taylor zenekarához, és 15 éven át együtt is dolgozott vele. Később zenésztársa lett Milford Graves-nek. és 1974-ben felvettek egy dobduett albumot.
Amellett, hogy zenekarvezetőként is csinált lemezeket, olyan zenészekkel készített felvételeket és/vagy lépett fel, mint David Murray (szaxofonos), Irène Schweizer, Marilyn Crispell, Carla Bley, Butch Morris, Reggie Workman.
A Trio 3 csoport tagja is volt Oliver Lake-kel és Reggie Workmannel.

## Lemezválogatás
- What About? (1969)
- Metamusician's Stomp (1978) & David S. Ware, Ted Daniel
- Nuba (1979) Jimmy Lyons, Jeanne Lee
- The Navigator (1982)
- Irène Schweizer/Andrew Cyrille (1988)
- The X-Man (1993) & James Newton, Anthony Cox
- Good to Go, with a Tribute to Bu. James Newton, Lisle Atkinson
- Andrew Cyrille & Haitian Fascination: Route de Freres (2011)
- Andrew Cyrille & Bill McHenry: Proximity (2016)
- Andrew Cyrille Quartet: The Declaration of Musical Independence, & Bill Frisell, Richard Teitelbaum und Ben Street (2016)
- Najwa (2017)
- Lebroba (2018), Wadada Leo Smith, Bill Frisell
- Andrew Cyrille Quartet: The News: Bill Frisell, David Virelles, Ben Street (2021)
- Andrew Cyrille, William Parker, Enrico Rava: 2 Blues for Cecil (2022)

## Díjak
- Guggenheim-ösztöndíj

## Fordítás
Ez a szócikk részben vagy egészben  az   Andrew Cyrille című angol Wikipédia-szócikk ezen változatának fordításán alapul.  Az eredeti cikk szerkesztőit annak laptörténete sorolja fel. Ez a jelzés csupán a megfogalmazás eredetét és a szerzői jogokat jelzi, nem szolgál a cikkben szereplő információk forrásmegjelöléseként.